# Клиническая анатомия
Клиническая анатомия — прикладной раздел анатомии человека, изучающий строение органов и тканей в условиях нормы и патологии с учётом задач клинической медицины. Является научной основой для хирургии, лучевой диагностики, эндоскопии, трансплантологии и других клинических дисциплин.

## История развития
Зарождение клинической анатомии связано с именем Николая Ивановича Пирогова — выдающегося русского хирурга и анатома XIX века, одного из основоположников прикладной анатомии. Он создал первый атлас по хирургической анатомии, руководство по топографической анатомии, а также издал труды, ориентированные на нужды клиницистов.
Интенсивное развитие дисциплины началось во второй половине XX века, особенно в 1990–2000-х годах благодаря:
- широкому внедрению методов прижизненной визуализации (КТ, МРТ, УЗИ, эндоскопия);
- разработке и внедрению новых технологий — микрохирургических, видеоассистированных, катетерных вмешательств и др.

## Современное понимание
Клиническая анатомия рассматривается как интегративная наука, объединяющая знания системной, топографической и вариативной анатомии, адаптированные к задачам практической медицины.
Она включает:
- изучение анатомии органов в норме и при патологии;
- анализ возрастных, половых и индивидуальных различий;
- исследование изменений после хирургических вмешательств и при заболеваниях.

Клиническая анатомия тесно связана с такими дисциплинами, как оперативная хирургия, радиология, эндоскопия, трансплантология, стоматология и др.

## Классификация

### По клиническим дисциплинам
- Хирургическая анатомия
- Микрохирургическая анатомия
- Нейрохирургическая анатомия
- Стоматологическая анатомия
- Анатомия для кардиологии, гастроэнтерологии, нефрологии, пульмонологии, эндокринологии, оториноларингологии, акушерства и гинекологии, офтальмологии.

### По методам визуализации
- Рентгеноанатомия
- Компьютерно-томографическая анатомия
- Магнитно-резонансная анатомия
- Ультразвуковая анатомия
- Эндоскопическая анатомия

## Методологические основы
Клиническая анатомия использует как традиционные методы секционной анатомии, включая гистотопографию, так и современные методы прижизненной визуализации:
- КТ
- МРТ
- УЗИ
- Эндоскопия

Преимущества визуализации:
- большая исследовательская выборка;
- количественная морфометрия;
- 3D-реконструкция анатомических структур;
- соответствие «пироговским срезам»;
- сопоставление с результатами патологоанатомии.

## Научный вклад
Методы клинической анатомии позволяют:
- выявлять половые и индивидуальные различия в строении органов;
- уточнять анатомо-топографические особенности организма;
- описывать ранее не зафиксированные формы и варианты;
- анализировать изменения после объёмных хирургических вмешательств;
- изучать динамику органов при изменении положения тела или в условиях патологии.

## Клиническая анатомия как учебная дисциплина
Преподаётся в рамках курсов оперативной хирургии и человеческой анатомии в медицинских вузах. В некоторых учебных заведениях созданы самостоятельные кафедры клинической анатомии.
Основные цели преподавания:
- формирование клинического мышления;
- понимание анатомии в клиническом контексте;
- обучение чтению томограмм, рентгенограмм, эндоскопических изображений.

## Научные журналы
- Clinical Anatomy (США, Великобритания)
- Surgical and Radiologic Anatomy (Европа)
- Journal of Clinical Anatomy (Китай)
- Оперативная хирургия и клиническая анатомия (Россия)